# Novonigidius trifurcus
Novonigidius trifurcus es una especie de coleóptero de la familia Lucanidae.

## Distribución geográfica
Habita en Malaya.